# Moshe Flinker
Pour les articles homonymes, voir Flinker.
Moshe Flinker, né le 9 octobre 1926 à La Haye et mort en janvier 1945 à Bergen Belsen, est un jeune juif néerlandais, victime de l'Holocauste. Il rédige un journal de novembre 1942 à septembre 1943 alors qu'il vit caché sous une fausse identité avec sa famille à Schaerbeek, en Belgique, pour échapper à la déportation. Arrêtés par la police, Moshe Flinker, ses parents et deux de ses sœurs sont arrêtés et déportés à Auschwitz. Il meurt à Bergen-Belsen en janvier 1945, sans doute du typhus.

## Biographie
Moshe Ze'ev Flinker est né le 9 octobre 1926 à La Haye. Il est un des sept enfants d'une famille juive orthodoxe. Il a un frère plus jeune et cinq sœurs. Ses parents sont Mindla De Rochanini et Lajzer Noech Flinker (1898-1944), un homme d'affaires aisé, originaire de Pologne,.
En 1940 les troupes allemandes envahissent les Pays-Bas et, rapidement, les lois raciales s'appliquent. Dès l'été 1942, des rafles sont organisées pour envoyer les juifs en déportation. Les Flinker fuient alors les Pays-Bas avec leurs sept enfants pour se réfugier en Belgique où ils pensent trouver un peu plus de sécurité : les mesures anti-juives y paraissent moins sévères et la famille y est protégée par un certain anonymat. Noech Flinker réussit à obtenir un permis de séjour « aryen » l’autorisant à vivre à Bruxelles et le protégeant des rafles des nazis. Ils vivent sous une fausse identité et avec un permis de séjour qu'il faudra renouveler, non sans peine, dans un petit appartement au n°1 de l’avenue Colonel Picquart à Schaerbeek. La famille jouit d'une certaine sécurité financière mais vit dans l'angoisse permanente d'une arrestation,.
La famille Flinker est dénoncée par un informateur en 1944. Moshe Flinker, ses sœurs Esther Malka et Lea et leur mère sont arrêtés le 7 avril 1944. L'appartement est prêt pour la fête prochaine de Pessah, ce qui suffit à trahir la judaïté des occupants. Le père et les autres enfants sont absents à ce moment-là. Le père réussit à les mettre à l'abri dans une cache où ils resteront jusqu'à la fin de la guerre. Lui-même est arrêté deux semaines plus tard et envoyé le 21 avril 1944 au Camp de rassemblement de Malines où il retrouve les membres de la famille arrivés le 6 avril 1944,,,,.
Le 19 mai 1944 Moshe Flinker et sa famille sont déportés à Auschwitz par le transport XXV, l'avant dernier convoi à partir de Malines,.
La mère de Moshe Flinker est assassinée immédiatement dans la chambre à gaz. Moshe et son père sont envoyés au Camp de concentration d'Echterdingen où ils sont soumis au travail forcé. Ils sont ensuite transférés à Bergen-Belsen où ils arrivent le 22 janvier 1945. On ne connaît pas la date exacte de leur mort ; ils sont sans doute victimes du typhus,,. 
Les autres enfants de la famille Flinker survivent à la guerre. Ils retrouvent le journal tenu par Moshe Flinker dans quatre cahiers et quelques autres textes dans l'appartement de l'avenue Colonel Picquart,. 
Ils émigrent tous dans un premier temps en Israël, puis Esther Malka Flinker s'installe aux Etats-Unis. 

## Le journal de Moshe Flinker
Le 24 novembre 1942, âgé de seize ans, Moshe Flinker commence à rédiger son journal. Sa dernière entrée date du 6 septembre 1943.  A la différence d'Anne Franck, qui écrit son journal à la même époque, Moshe Flinker s'interroge sur l'histoire du peuple juif plus que sur son sort personnel. Le journal de Moshe Flinker montre la ferveur religieuse de son auteur. Le jeune homme s'interroge continuellement sur le sens des souffrances qui touchent son peuple.  
Moshe Flinker est profondément religieux et très doué en langues. Bien qu'il soit de langue maternelle néerlandaise, il écrit principalement en hébreux, langue de cœur, mais parfois aussi en néerlandais, en français et même en arabe et en grec. 
Le journal de Moshe Flinker montre la grande érudition de ce jeune homme. Il étudie principalement les textes religieux, Talmud et Torah ,. 
Moshe Flinker est convaincu que l'extermination des juifs marque un point de non retour et que la fin de la guerre ne signifiera pas le retour au monde d'avant qui est perdu à jamais. Il est convaincu que l'avenir des juifs est en Israël dans un état partagé avec les arabes « [...] les fils d’Ismaël qui eux aussi sont des descendants d’Abraham ». Il considère qu'un rapprochement entre juifs et arabes est essentiel et apprend l'arabe dans ce but. Lui-même aspire à devenir « un homme d'état juif dans le pays d'Israël »,.
Il réfléchit à la nature de Dieu et de la justice, explorant la possibilité que ses souffrances puissent avoir un but plus grand et espère une délivrance miraculeuse de la tyrannie nazie, mais il perd peu à peu espoir et écrit moins fréquemment. Le 4 juillet 1943, il note : « Tout ce que j'ai, c'est de l'espoir ; tout mon être en dépend. Et en même temps je n'ai rien. Que m'apporteront ces espoirs inutiles ? Je ne sais pas quoi faire. Tout devient creux. Autrefois, quand je prenais ma Bible et que je la lisais, c'était comme si j'étais revenu à la vie, comme si le Seigneur avait eu pitié de moi ; même dans mes moments les plus sombres, j'ai trouvé en lui une consolation. Maintenant même cela m’est refusé, tout semble sans vie, cela ne m’enthousiasme pas. ».

## Publication
A la fin de la Guerre, le frère et les sœurs survivants de Moshe Flinker retournent dans l'appartement de l'avenue Colonel Picquart à Bruxelles et retrouvent son journal. Quelques années plus tard, ils décident de le rendre public et le remettent au Mémorial Yad Vashem à Jérusalem.
La première édition en hébreu, langue originale du manuscrit, est publiée en 1958 par le Mémorial Yad Vashem. Elle est suivie en 1965 par une traduction en anglais et en yiddish. D'autres traductions suivent à partir de 1985, il faut attendre 2017 pour la version française, traduite par Guy-Alain Sitbon, avec des préfaces de Saul Friedländer et Nathan Weinstock.
Le journal de Moshe Flinker s'inscrit dans une série de journaux tenus par de jeunes juifs pendant la Shoah comme Anne Frank, Helga Deen, Dawid Rubinowicz, Adèle Louise Pinkhof, Dawid Sierakowiak, Hélène Berr ou d’Etty Hillesum. Comme eux, le journal de Moshe Flinker est un témoignage précieux direct de la vie des Juifs néerlandais pendant l'Holocauste. En tant que tel, il occupe une place de choix dans la recherche contemporaine.

## Éditions

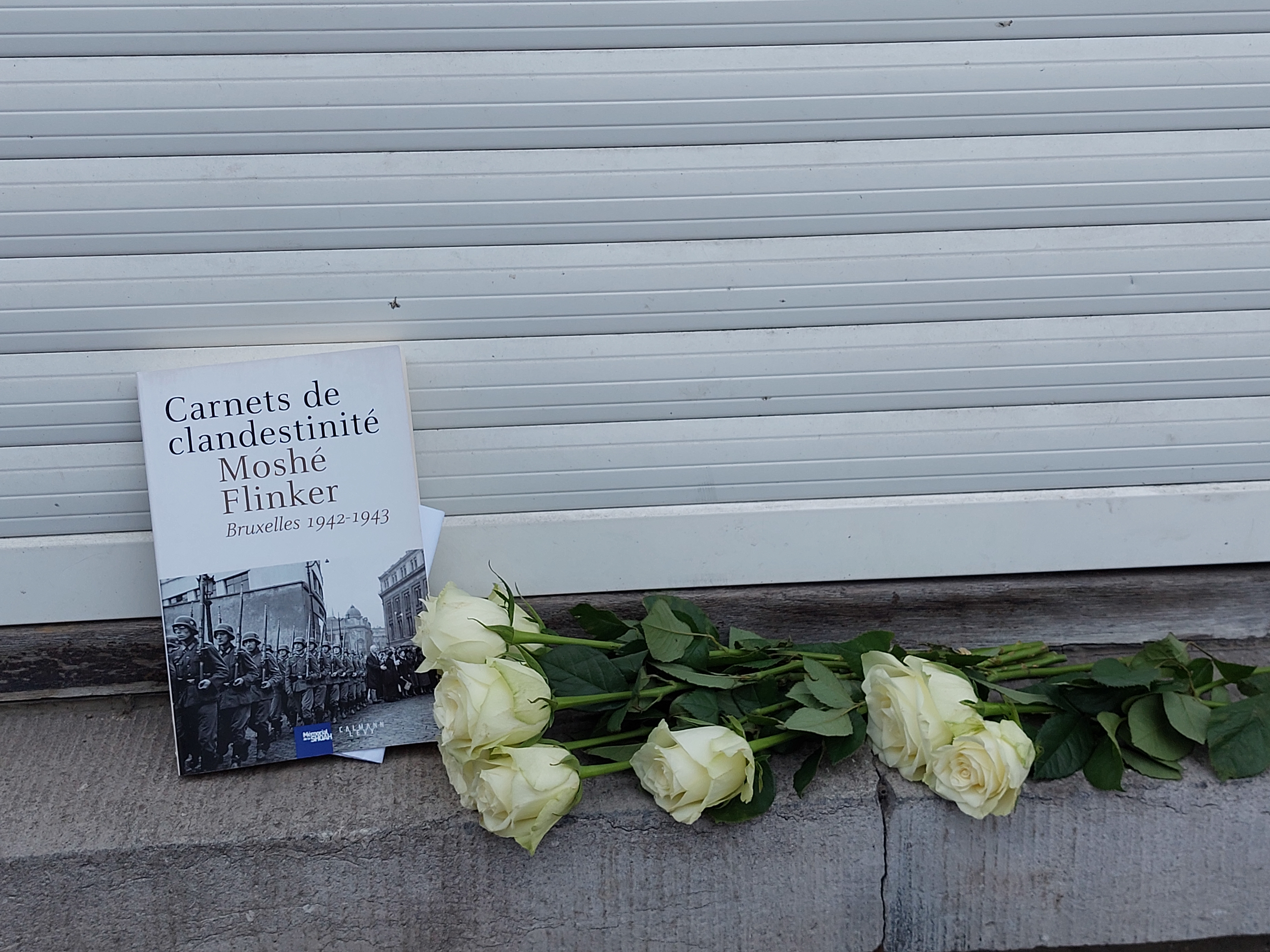
Carnets de clandestinité de Moshe Flinker

- (he) הנער משה, Jérusalem, Yad Vashem,‎ 1958
- (en) Young Moshe's Diary: The Spiritual Torment of a Jewish Boy in Nazi Europe, Jérusalem, Yad Vashem, 1965 (réimpr. 1971 et 1979)
- (yi) Dos yingl Moyshe : Dos togbukh fun Moyshe Flinker  (trad. Yeḥiel Hofer), Tel Aviv, Perets, 1965
- (nl) Dagboek van Mozes Flinker, 1942-1943  (trad. Jaap Soetendorp), Amsterdam, Amphora Books, 1985 (réimpr. 2020) (ISBN 9789064461187)
- (ru) Дневник Моше Флинкера (Dnevnik Moshe Flinkera)  (trad. A. Belov), Jérusalem, Amana,‎ 1988
- (it) Diario profetico, 1942-1943: riflessioni di un giovane ebreo nell'Europa nazista  (trad. Gabriele Bonetti), Rome, Città nuova, 1993 (ISBN 978-8831126540)
- (de) Auch wenn ich hoffe : Das Tagebuch des Moshe Flinker  (trad. Birgit Erdmann), Berlin, Berlin University Press, 2008 (ISBN 978-3940432179)
- Carnets de clandestinité : Bruxelles, 1942-1943 (traduction française de Guy-Alain Sitbon), Paris : Calmann-Lévy, 2017.  (trad. Guy-Alain Sitbon, préf. Saul Friedländer, Nathan Weinstock), Paris, Calmann-Lévy, 2017 (ISBN 978-2702160954, lire en ligne)

## Hommage
Le 30 novembre 2023, cinq stolperteine sont apposés devant le Numéro 1 de la rue Colonel Picquart, en hommage aux cinq membres de la famille déportés.
Le même jour, une plaque commémorative est apposée provisoirement en hommage à Moshe Flinker sur la maison où il a vécu à Schaerbeek.

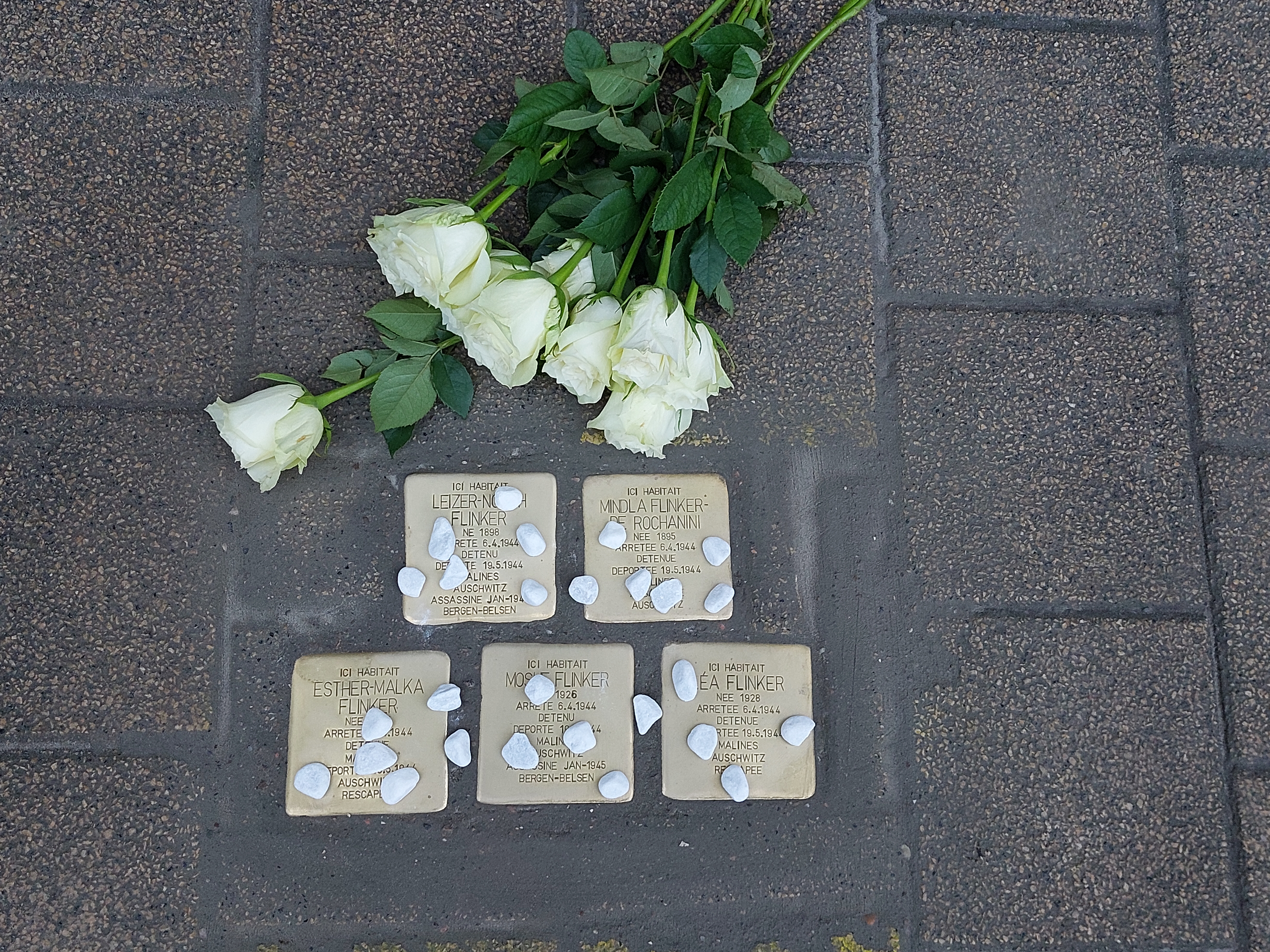
Stolpersteine en hommage aux membres de la famille Flinker déportés